# Galinthias amoena
Espèce
Galinthias amoena est une espèce de mantes de la famille des Galinthiadidae.

## Répartition
Galinthias amoena se rencontre en Afrique,.
Elle est largement répandue en Afrique au sud du 10e parallèle nord et est notamment présente en Afrique du Sud, en Angola, au Botswana, au Cameroun, en République centrafricaine, en République du Congo, en République Démocratique du Congo, au Gabon, au Kenya, au Malawi, au Mozambique, en Namibie, en Ouganda, au Rwanda, au Sierra Leone, en Somalie, en Tanzanie, en Zambie, au Zimbabwe et à Zanzibar,,.

## Description

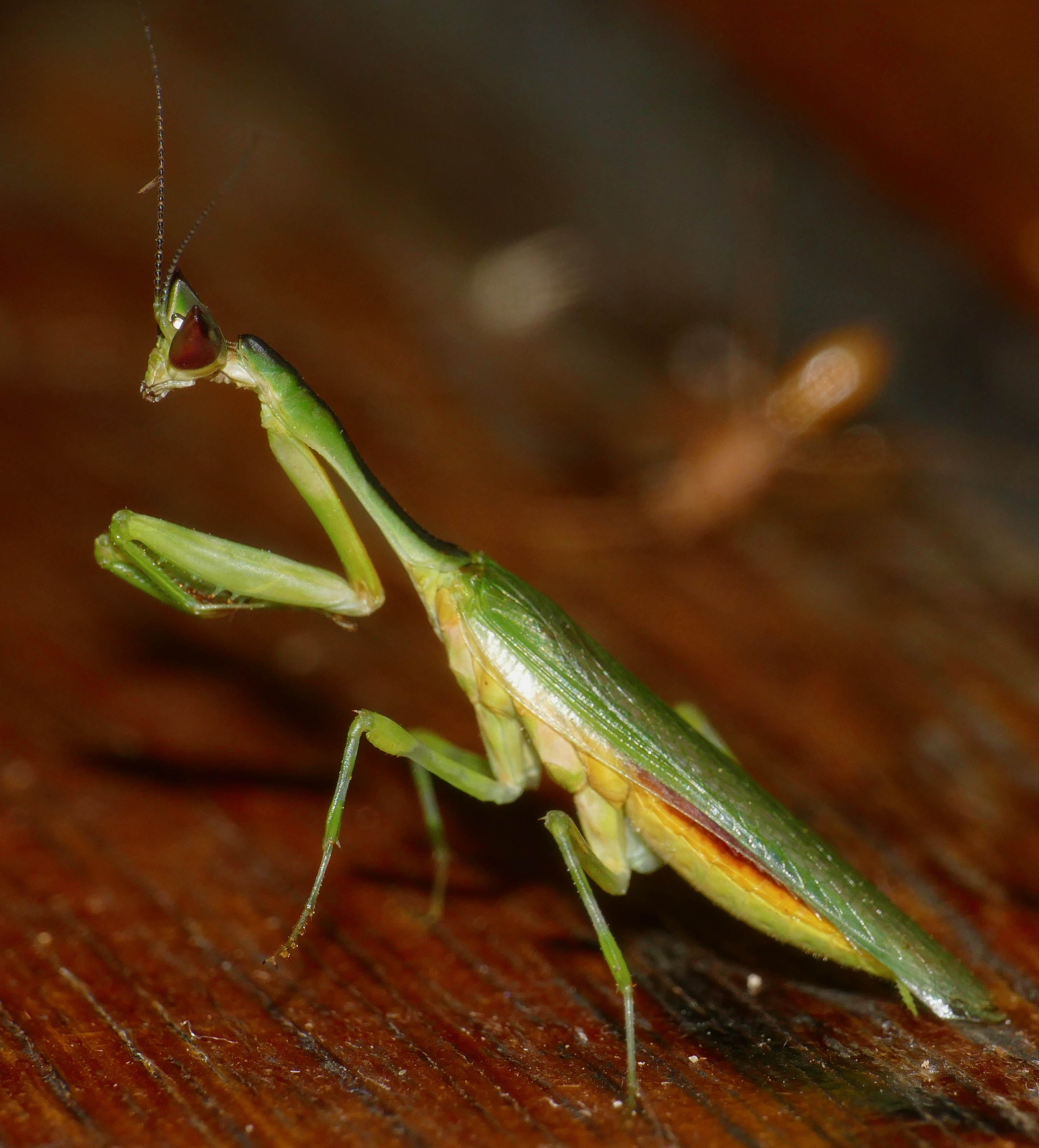
Galinthias amoena.

Galinthias amoena est une espèce de couleur verte dont le corps mesure de 20 à 23 mm chez le mâle et de 23 à 31 mm chez la femelle,. Le pronotum est long de 7,0 à 7,4 mm chez le mâle et de 9,0 à 10,0 mm chez la femelle avec un rapport longueur sur largeur variant de 3,0 à 3,6. La longueur des élytres varie de 14 à 16 mm chez le mâle et de 16 à 18,5 mm chez la femelle. La largeur de la tête varie de 2,7 à 3,0 mm chez le mâle et est de 3,1 mm chez la femelle.
Les yeux sont allongés et terminés en pointe. Les prolongements des ocelles latéraux forment un petit espace chez le mâle mais un plus grand, triangulaire, chez la femelle.
L'écusson facial est un peu chiffonné et un peu tuberculé au sommet ne formant pas de dent ascendante. Les antennes sont annelées de noir.
Le prothorax est long et grêle avec les bords finement dentelés. Sa moitié basilaire est étroite et linéaire et sa moitié antérieure est un peu élargie en forme de losange arrondi.

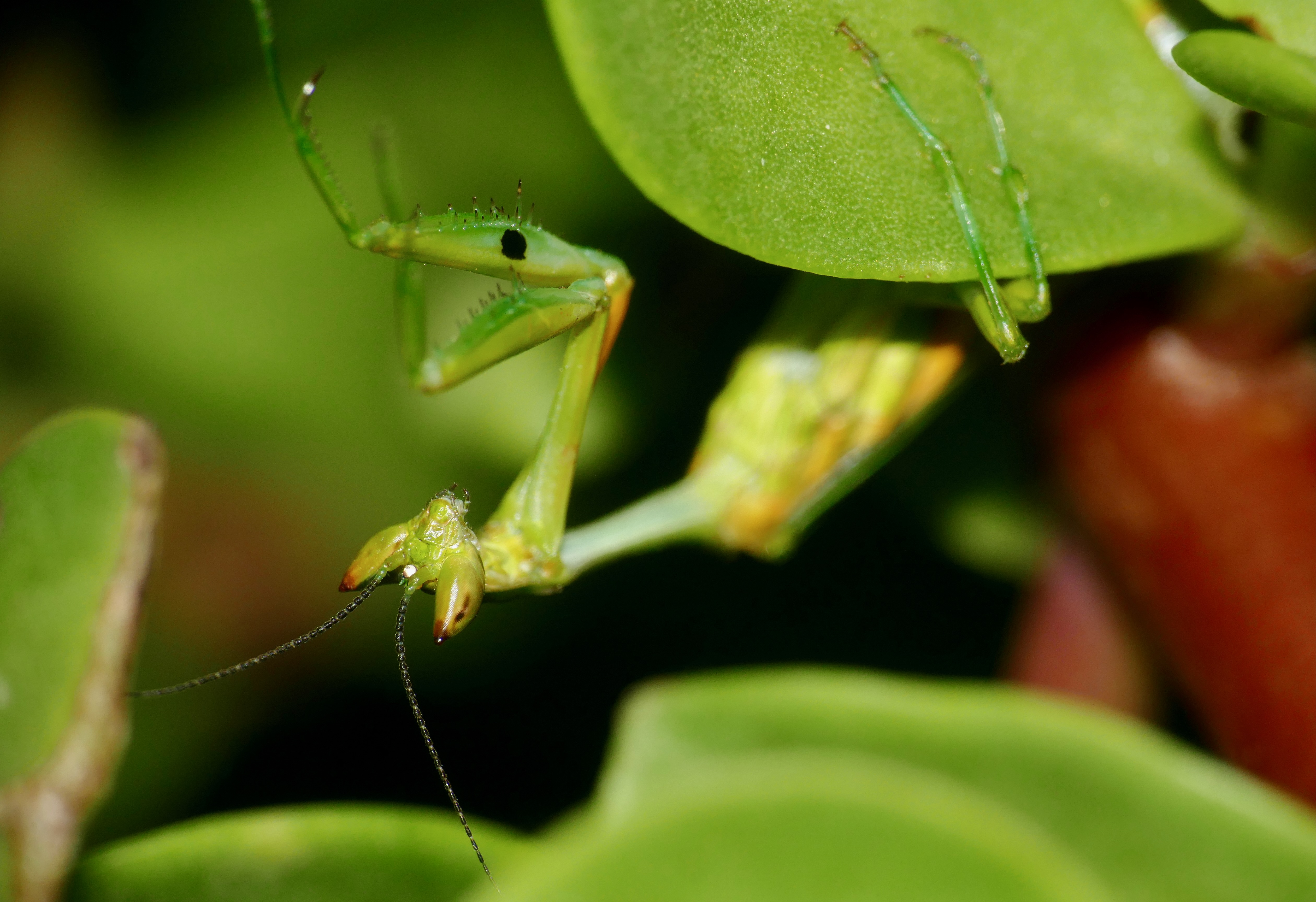
Galinthias amoena.

Les pattes antérieures sont longues et grêles. Les hanches sont très grêles et présentent sur le bord antérieur les vestiges de très petites dents espacées. Les fémurs antérieurs arborent une tache, au milieu de la face ventrale à la base des premières épines internes, très variable en étendue et plus longue que large dans son extension maximale, généralement arrondie avec des contours plus ou moins nets et quelquefois très réduite ou même obsolète. Les lobes des fémurs médians et postérieurs sont bien développés et un peu plus grands chez les femelles. Les lobes des tibias sont réduits. Les tibias, grêles et droits, sont armés sur le bord interne de treize épines et sur le bord externe de huit à neuf dents qui sont seulement indiquées par des sillons mais non séparées. Les pattes des 2e et 3e paires sont assez courtes avec des fémurs portant à l'extrémité du bord postérieur un lobe arrondi et ayant leurs deux arêtes supérieures un peu arquées et subdilatées à l'extrémité. Les tibias présentent également à l'extrémité du bord antérieur une faible dilatation. Les articles 2 à 5 des tarses sont très courts.

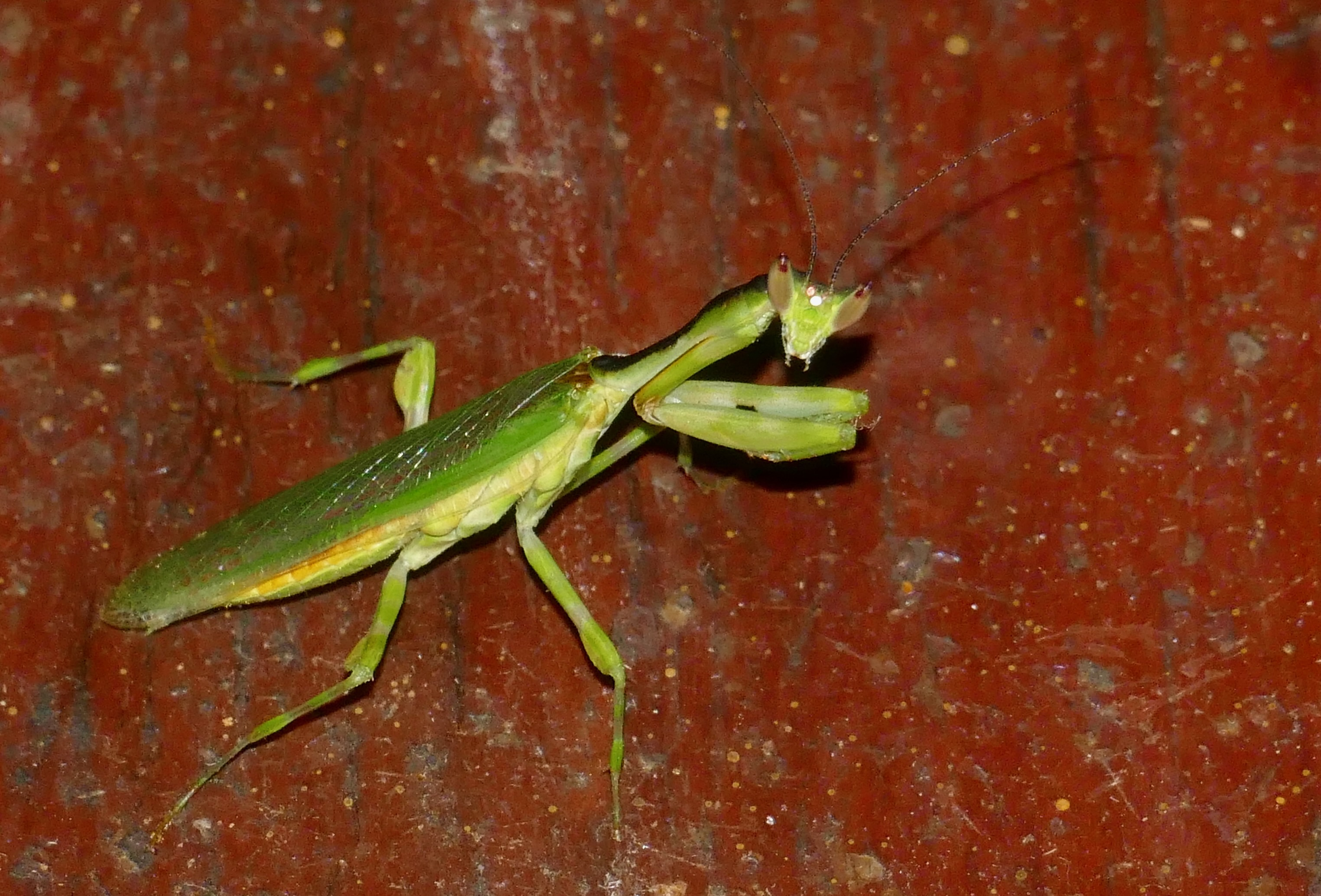
Galinthias amoena.

Les élytres, qui atteignent le bout de l'abdomen, sont vert pâle translucide chez les mâles avec la zone comprise entre les nervures sous-costale et radiale plus opaque. Ceux des femelles sont d’un vert plus sombre sauf à l’apex. Chez la femelle, ils sont rosés en dessous avec seulement l'extrémité hyaline, le champ marginal, opaque, est bordé de blanc dans sa première moitié et l'aire anale est rose. Les ailes sont hyalines chez les mâles avec de légers reflets irisés. Celles des femelles, larges et arrondies, ont l’avant carmin et l’arrière brun noir avec l’apex transparent. Elles présentent un champ postérieur orné d'une large bande brune violacée entre le bord pâle et la base rose. La veine discoïdale est simple et l'échancrure anale subapicale.
L'abdomen est ovalaire et fusiforme avec des bords entiers.
Les genitalia mâles présentent un hypophallus subanguleux à l’arrière du côté gauche.

## Nomenclature et systématique
Cette espèce a été décrite en 1871 par l'entomologiste suisse Henri de Saussure sous le protonyme Harpax (Pseudoharpax) amoena,.
Galinthias amoena a pour synonymes :
- Galinthias hyalina Saussure, 1899
- Galinthias usambarica Sjostedt, 1909
- Harpax amoena Saussure, 1871

### Étymologie
Son épithète spécifique dérive du latin amoena, « charmant ».

### Publication originale
- (fr + la) Henri de Saussure, « Mélanges orthoptériques, supplément au IIIe fascicule », Mémoires de la Société de Physique et d’Histoire naturelle de Genève, vol. 21, no 1,‎ 1871, p. 239-336 (ISSN 0252-7960, lire en ligne, consulté le 25 août 2024).